# SEMOPS
SEcure MObile Payment Service (SEMOPS) és un sistema de pagament via telèfon mòbil impulsat per un consorci format per bancs, operadores de telefonia mòbil i empreses de software. Va ser creat per ser un mètode de pagament via mòbil ràpid, segur i simple.
 SEMOPS només funciona en tres països que estan fent proves com a plans pilot:Grècia Hongria i Taiwan. Tenen funcionalitats limitades(no tots els sistemes de pagament estan disponibles).
Funcionament
1. El comerciant envia les dades de la transacció al client.
2. El client fa la petició del pagament al seu gestor. Aquest consulta les dades bancàries i si el client té suficients recursos, s'envia l'autorització del pagament al venedor.
3. El venedor retorna la confirmació del cobrament al client, que l'haurà d'acceptar.
4. Si el client accepta la petició del pagament(2), automàticament i en temps real es realitza la transacció bancària.

SEMOPS té diferents mètodes de pagament, adaptant-se a les diferents situacions de pagament
- Pagament en línia
- Pagament en un pàrquing
- Compra d'entrades
- P2P (Person to person)
- Comptes prepagament
- Mòbil com a datàfon per venedors (Virtual POS)
- Pagament a màquines de vending
- Pagament als emprovadors de botigues de roba, evita cues de caixes
- Restitució de comptes
- Botó WebPay (pagament via internet mòbil)

## Arquitectura
Per usar SEMOPS es necessita tenir una màquina virtual de Java instal·lada al mòbil. Els bancs i les operadores subministren mòduls Java i aplicacions SIM tant als comerciants com als clients.
SEMOPS es pot utilitzar en qualsevol xarxa cel·lular. La transmissió de les dades es pot fer mitjançant GSM, GPRS, 3G, Bluetooth, NFC o infrarojos. El canal pel que es transmeten les dades, depèn de les característiques del mòbil. La transmissió de les dades podria ser doncs, via SMS, via dades de banda ampla o via missatges de servei.
SEMOPS usa protecció multicapa:
- L'acceptació de la transacció no és automàtica. Necessita l'aprovació del client.
- El client manté en tot el moment l'anonimat.
- No hi ha una base de dades centralitzada.
- Es garanteix el cobrament al venedor.
- Les dades viatgen encriptades. Les dades van signades electrònicament.

## Avantatges
- Permet la conversió instantània de moneda en pagaments realitzats a l'estranger.
- La quantitat de les transaccions està limitada per la quantitat de diners que hi ha al compte d'origen.
- Permet fer transaccions bancàries.
- Permet canviar certs hàbits que fan més senzilles, ràpides i segures les compres.